# Schitu Scoicești, Argeș
Schitu Scoicești este un sat în comuna Leordeni din județul Argeș, Muntenia, România.